# Circuit Internacional de Sokol
El Circuit Internacional de Sokol (en anglès, Sokol International Racetrack), conegut també com a CTK Sokol (en kazakh: Сокол халықаралық автодром; en rus: Международный автодром "Сокол") és un circuit de curses situat 76 km al nord-oest d'Almati, al Kazakhstan. Dissenyat per Hermann Tilke, té una longitud de 4,495 km i està certificat amb grau 2 per la FIA.

## Història
El juliol del 2012, l'empresari kazakh Alijan Ibragimov va anunciar el seu projecte de creació d'una instal·lació per a acollir competicions d'esports de motor, amb un pressupost de 40 milions de dòlars, als afores d'Almati (la ciutat més gran del Kazakhstan), la construcció de la qual hauria de començar al setembre. Es contractà RacingLoop com a consultor i s'encarregà a Hermann Tilke el disseny d'un circuit destinat a admetre curses de MotoGP i del Deutsche Tourenwagen Masters, però les obres no van començar fins al 2014.
El 2016 s'havia creat una pista de kàrting i una pista d'acceleració i, atès que la construcció del circuit seguia un bon ritme, s'hi convidà a Jorge Lorenzo. A començaments del 2019, la construcció de les instal·lacions electròniques i de cronometratge havia avançat, però les obres es van aturar per qüestions polítiques.
El 27 de setembre de 2022 es va anunciar que el circuit acolliria el Gran Premi del Kazakhstan de motociclisme a partir del 2023 fins almenys el 2028. Malgrat tot, a causa dels treballs d'homologació en curs, combinats amb els reptes operatius globals, es calculava que l'edició inaugural s'endarreriria fins al 2024. Tanmateix, arribats al 2024, el Gran Premi es va ajornar primer i després es va cancel·lar a causa dels danys continuats causats per les inundacions a l'Àsia Central a prop del circuit. El Gran Premi tampoc no es va incloure al calendari del 2025.